# Mónica Rodríguez (presentadora)
Mónica María Rodríguez Rodríguez  (Medellín, 22 de noviembre de 1973) es una presentadora de televisión colombiana. De 2020 a 2024 fue presentadora en Noticias Uno.

## Biografía
Mónica Rodríguez nació el 22 de noviembre de 1973 y es hija de padre antioqueño y madre bogotana. Es comunicadora social y periodista de la Universidad Externado de Colombia. Empezó en City TV en 1999 como presentadora de deportes. En el 2001 llegó a CM& para presentar el noticiero y Agenda CM&, que ganó premio India Catalina en 2002 como mejor programa periodístico.
En 2002 paso a realizar la sección de salud del noticiero, sección que presentó y realizó en su totalidad. A partir del 2005 presentó programas institucionales del Ministerio del Interior y de Justicia, auditoría general de la República y cámara de representantes e hizo locución para el ICBF.
Empieza con ‘Día a día' en 2009 para sustituir a Catalina Gómez durante su licencia de maternidad. Regresó en 2010 para suplir a María Cecilia Botero mientras cumplía compromisos de grabación. y luego en el mismo año quedó ratificada como presentadora del matutino, hasta finales de enero del 2019 que salió debido a reestructuración del espacio debido a la llegada de la presentadora Carolina Cruz, y que no ocupaban espacio.
Desde el 6 de julio de 2010 y hasta el 28 de marzo de 2016 estuvo al frente de la serie Mujeres al límite, participó en el reality show El Desafío 2013, versión África "El Origen".
En junio de 2020 regreso a la presentación de noticias y a la televisión está vez a Noticias Uno a sustituir a Mábel Lara, quien salió debido a conflictos de horario con su trabajo en Caracol Radio, allí permaneció hasta el 2024.
La periodista, contó que su postura pública le ha cerrado oportunidades profesionales, pero le ha permitido mantener su integridad y paz personal. Mónica Rodríguez se destaca por realizar crítica firme a diversas figuras políticas, como los expresidente Álvaro Uribe e Iván Duque, así como cuestionar algunas decisiones del actual mandatario, Gustavo Petro.

## Filmografía

### Presentadora
| Año       | Título                 | Rol                                  | Canal              |
| --------- | ---------------------- | ------------------------------------ | ------------------ |
| 2020-2024 | Noticias Uno           | Presentadora                         | Cablenoticias      |
| 2010-2016 | Mujeres al límite      | Presentadora                         | Caracol Televisión |
| 2009-2019 | Día a Día              | Presentadora                         | Caracol Televisión |
| 2001-2002 | Noticiero y Agenda CM& | Presentadora                         | Canal Uno          |
| 1999-2000 | Citytv                 | Presentadora de la sección deportiva | City TV            |

### Reality show
| Año  | Título                          | Rol          | Canal              |
| ---- | ------------------------------- | ------------ | ------------------ |
| 2013 | Desafío 2013: Africa, el origen | Participante | Caracol Televisión |